# Astragalus turgidocarpus
Astragalus turgidocarpus är en ärtväxtart som beskrevs av Kun Tsun Fu. Astragalus turgidocarpus ingår i släktet vedlar, och familjen ärtväxter. Inga underarter finns listade i Catalogue of Life.